# 영광탑
영광탑(靈光塔)은 중국 지린성에 있는 8~10세기에 축조된 것으로 추정되는 발해의 전탑이다. 1908년에 한 청나라 관리가 탑을 보고 공자 사당의 영광전(靈光殿)처럼 오랜 세월 속에서도 의연히 남아 있다고 한 뒤로 영광탑이라는 명칭으로 불리게 되었다고 한다.
1981~82년의 조사에서 탑이 발해의 탑이라고 밝힌 뒤 탑을 지린성 성급중점문물보호단위로 지정했으며, 1988년에는 전국중점문물보호단위로 지정했다.